# Francesc Xavier Estorch i Siqués
Francesc Xavier Estorch i Siqués (Olot, 27 d'abril de 1815 – Barcelona 1874) fou el sisè dels vuit germans Estorch i Siqués. Va ser conegut com a compositor i president del Círculo Olotense.
Fill d'Esteve Estorch i Cols, botiguer i Agnès Siques Igosa. Germà del metge i escriptor Pau Estroch i Siqués (1810-1871) i de l'advocat i pedagog reformador Miquel Estorch i Siqués (1809-1870), va néixer a Olot. Estudià al Col·legi Tridentí de Girona i la carrera de Dret a la Universitat de Barcelona on es llicencià el 1843. Com a músic va compondre algunes obres, arribant a estrenar l'òpera còmica "La mejor la pega" l'any 1837. En aquesta estrena van col·laborar els cantants A. Escubós, D. Masmitjà i Carlota de Mena. L'any 1845 va intervenir en la fundació de la Sociedad Filarmónica Olotense i consta que era president del Círiculo Olotense l'any 1865. Al final de la seva vida es traslladà a Barcelona, on fou secretari de l'Institut provincial fins a la seva mort.

## Obra
Segons la referència de J. Danés, F. Xavier Estorch va escriure 5 simfonies, una missa per a 4 veus i orquestra i l'òpera Giuseppe Ricardo, entre altres obres.
Al Fons musical de Sant Esteve d'Olot s'hi conserven 8 obres seves: 
- Música per a p. (5 peces que contenen xotis, valsos, polques i reduccions e fragments operístics.
- Requiem per a 8 v i Orq en Do m.
- Salm per a 4 v i Orq en Do m.
- Goigs en Sol M.